# Hold Back the Dawn
 Hold Back the Dawn és una pel·lícula estatunidenca dirigida per Mitchell Leisen, estrenada el 1941.

## Argument
Un gigolo romanès, George Iscovescu, bloquejat a Tijuana, Mèxic pel serveis d’immigració dels EUA té un somni, creuar el "Golden Gate", que porta als Estats Units. Ha de ser naturalitzat i està a punt per a qualsevol cosa. La providència és en la persona de Emmy Brown, una ingènua professora atrapada en el poble mexicà amb una avaria del cotxe. George decideix seduir-la. S'hi casa amb la intenció de divorciar-se una vegada passada la frontera nord-americana. Els seus problemes començaran quan s'adoni que realment està enamorat d'ella. Gelosa, Anita, l’amant de George, li explica tot a Emmy.

## Repartiment
- Charles Boyer: George Iscovescu
- Olivia de Havilland: Emmy Brown
- Paulette Goddard: Anita Dixon
- Victor Francen: Van Den Luecken
- Walter Abel: Inspector Hammock
- Curt Bois: Bonbois
- Rosemary DeCamp: Berta Kurz
- Eric Feldary: Josef Kurz
- Nestor Paiva: Fred Flores
- Eva Puig: Lupita
- Micheline Cheirel: Christine
- Madeleine Lebeau: Anni
- Billy Lee: Tony
- Mikhail Rasumny: Mecànic
- Charles Arnt: M. John MacAdams
- Arthur Loft: M. Elvestad
- Mitchell Leisen: M. Dwight Saxon
- Brian Donlevy: Un actor
- Veronica Lake: Una actriu
- Gertrude Astor: dona jove al bar (no surt als crèdits)

## Al voltant de la pel·lícula
- La pel·lícula va ser una de les més apreciades de l'any amb sis nominacions en els Oscars[1] però no en va guanyar cap. 
 A més de millor pel·lícula, millor Actriu (Olivia de Havilland), la fotografia, la música i la direcció artística, Charles Brackett i Billy Wilder van ser nominats a l'Oscar al millor guió adaptat. Guionistes molt cotitzats a principi dels anys quaranta, el duo ja havia signat vuit guions, entre els quals els de Bluebeard's Eighth Wife, Ninotchka (pels quals també obtingueren una nominació) i Bola de foc.[2] Brackett i Wilder també havien escrit els guions de dues pel·lícules del director Mitchell Leisen, Midnight i Arise, My Love.  Hold Back the Dawn és la tercera i última pel·lícula del trio que va a abandonar la comèdia pel melodrama romàntic[3] 
 En el rodatge, la relació entre Billy Wilder i Mitchell Leisen és bastant acalorada.[2] 
 Wilder viu un període de frustració en patir la manca de poder dels guionistes sobre el seu treball: els productors, directors i actors redissenyen els seus textos a la seva conveniència. Així, Charles Boyer es nega a rodar la primera escena en què ha de confessar la seva història a un escarabat[2] L'escena es suprimeix amb un fort emprenyament de Wilder.[4] Els guionistes es venjaran afavorint els diàlegs d’Olivia de Havilland, en detriment dels de Charles Boyer.[5] A més, a Wilder li agrada veure els rodatges per alimentar els seus desitjos de dirigir, i Leisen li prohibeix entrar al plató.[2] Wilder declararà més tard que s'havia convertit en director perquè no volia que Leisen massacrés els seus guions.[6] Dirigirà el seu primer film americà,El superior i la menor l'any següent. Per la seva banda Leisen li retraurà dues coses: "«Ell ve d'Europa Central i és tan tossut com una mula quan es toca el seu text»".[7]

- La pel·lícula està construïda en flashback.[8] S'estrena amb Charles Boyer en una pel·lícula ambientada en la Paramount Pictures per explicar i vendre la seva història a un director.[1] L'escena és en realitat rodada al plató d’I Wanted Wings amb Mitchell Leisen en el seu propi paper.[3] Es pot veure Verónica Lake al telèfon, que es va revelar en aquesta pel·lícula sobre l'aviació.

- Olivia de Havilland va ser nominada per l'Oscar a la millor actriu, però l'estatueta se li va escapar en benefici de la seva germana, Joan Fontaine. El primer oscar l’aconseguirà cinc anys més tard pel seu paper a La vida íntima de Jody Norris amb el director Mitchell Leisen.

## Nominacions
- 1942: Oscar a la millor pel·lícula
- 1942: Oscar a la millor actriu per Olivia de Havilland
- 1942: Oscar a la millor direcció artística per Hans Dreier, Robert Usher, Sam Comer
- 1942: Oscar a la millor fotografia per Leo Tover
- 1942: Oscar a la millor banda sonora per Victor Young
- 1942: Oscar al millor guió adaptat per Charles Brackett, Billy Wilder